# Coma dels Marrans
La Coma dels Marrans és una arrecerada coma situada pràcticament a la carena de la serra de Querol entre el Portell de l'Ós (a llevant) i el Portell del Llop (a ponent) tota ella dins el terme municipal de la Coma i la Pedra. El punt més baix de la coma assoleix els 2.068,8 metres d'altitud.
S'obre entre el Puig de les Morreres (que es troba a 550 m cap al sud) i el serrat de la Bòfia a 500 metres cap al nord. Té uns 700 m de llargada en direcció est-oest i uns 260 m d'amplada.
A final dels anys 70 del segle passat una nit d'estiu hi havia el gran ramat de la Coma endormiscat al fons de la coma quan, de sobte, va ser atacat per una canilla de gossos en estat mig salvatge. En mig de la foscor les ovelles espantades van emprendre una precipitada fugida en direcció al Puig de les Morreres. En arribar a dalt de la carena, el ramat va precipitar-se per la cinglera que, des del cim, cau pel vessant sud. Moltes ovelles hi van perdre la vida en el que, possiblement hagi estat el succés més greu de la història ramadera d'aquesta muntanya. Una màquina excavadora va haver de baixar fins a l'inici de la Tartera Gran per a poder enterrar-les. Avui no tan sols es pot veure la restes del camí que va obrir la màquina sinó que dalt la tartera encara és fàcil de trobar-hi alguns esquellots i restes d'ossos.